# Bing
A Bing a Microsoft által 2009-ben bemutatott internetes keresőrendszer.

## Elődei
A kereső maga korábban is létezett az alábbi neveken:
- MSN Search (www.msn.com /) 2006. szeptember 11-től;
- Windows Live Search (www.msn.com /) – 2007. március 21-ig;
- Live Search (outlook.live.com /) – 2009. június 1-jéig.

## Kezdőlap
A Microsoft a Binget a Google kereső riválisának szánta. Steve Ballmer 2009. május 28-án mutatta be az All Things Digital konferencián. Bár részesedése jócskán elmarad a Google részesedéséhez képest, mégis a második legnagyobb kereső a világhálón.
A kereső kezdőoldalán minden nap nagy felbontású képek köszöntik a felhasználókat. Ezek naponta váltják egymást.

## Integrálása
A Binget mély szinten integrálták több termékbe, szolgáltatásba is.
- A Facebook webes keresője és térképszolgáltatója
- Vistától kezdve asztalról indítható vele keresés
- Az Internet Explorer kezdőlapja és alapméretezett keresője
- A Microsoft termékeinek honlapjának keresője
- A Windows 8.1 alapból tartalmazza mint keresőt, illetve kiegészítő alkalmazásait (Időjárás, Hírek, Sport stb.) is telepíti
- A Windows Phone alapértelmezett keresője

## Bing Maps
A Bing Maps, a Microsoft internetes térképszolgáltatásának béta-változata 2009 októberében, a Google Maps Street View (utcakép) szolgáltatásához hasonló interaktív webes térképe pedig 2011 áprilisában indult. A Microsoft december 5-én jelentette be, hogy a Bing Mapsot fejlesztői teljesen megújították, és új funkciókkal ruházták fel. A leginkább 70 városra fókuszáló beta app már elérhető a Windows 8.1-et vagy újabb verziót futtató gépeken. Újdonság, hogy az alkalmazáson belüli keresés kiterjed utcákra, földrajzi és egyéb helyekre is.
A szolgáltatás nagyban támaszkodik a Nokiára, amely segíti a térképek készítését, frissítését. A Windows Phone Lumia telefonokon minden (köztük a Bing térkép is) a Nokia térképeire épít.